# Алта (Ајова)
Алта (енгл. Alta) град је у америчкој савезној држави Ајова. По попису становништва из 2010. у њему је живело 1.883 становника.

## Демографија
Према попису становништва из 2010. у граду је живело 1.883 становника, што је 18 (1,0%) становника више него 2000. године.
| Група             | 2000.         | 2010.         |
| Белци             | 1.614 (86,5%) | 1.534 (81,5%) |
| Афроамериканци    | 12 (0,6%)     | 30 (1,6%)     |
| Азијати           | 26 (1,4%)     | 22 (1,2%)     |
| Хиспаноамериканци | 198 (10,6%)   | 296 (15,7%)   |
| Укупно            | 1.865         | 1.883         |